# Pasquale Andreoli
Pasquale Andreoli (Falconara Marittima, 22 novembre 1771 – Terranova, 1837) è stato un pioniere dell'aviazione italiano.

## Biografia
Nacque nel Castello di Rocca Priora dai fattori del marchese Trionfi. Fin da giovanissimo si appassionò alla "novella parte della fisica" applicandosi nello studio del "calcolo degli immensi spazi del cielo" e divenendo uno dei pionieri dell'aeronavigazione. 
Conobbe il conte bolognese Francesco Zambeccari ed insieme compirono la prima ascensione con un aerostato di loro costruzione a Bologna il 7 ottobre 1803. Il 18 ottobre 1807, decollando questa volta dalla nuova Arena di Milano, raggiunse la quota di 7.600 metri con un pallone a doppia camera. 
Memorabile fu l'impresa del 22 agosto del 1808 a Padova quando insieme allo scienziato Carlo Brioschi, compiva con il suo pallone aerostatico il primo volo in Italia a scopo esclusivamente scientifico, raggiungendo la quota altimetrica di 8.265 metri, che rimase il record di altitudine per palloni ad aria calda fino alla fine del XX secolo. La parte inferiore del pallone scoppiò sopra ai Colli Euganei, ma la cupola superiore rimase aperta come un paracadute: i due esploratori riuscirono così ad atterrare sani e salvi ad Arquà Petrarca.
Nel 1809, a Forlì, progettò e realizzò con Ottavio Albicini un nuovo aerostato battezzato "La Speranza" con il quale eseguì varie ascensioni prima nella stessa Forlì, poi a Brescia e in altre città lombarde. 
Morì di colera a Terranova, l'odierna Gela in Sicilia.

## Opere
- Pasquale Andreoli, Gaston Tissandier, Auguste Piccard, Etheria ou joies et douleurs des premiers aventuriers de l'aérostat. Tradotto da G. Lambert. Franco Maria Ricci Editore, 1993
- Pasquale Andreoli, Francesco Zambeccari, Descrizione dell'aerostato La Speranza costruito a Forlì nell'anno 1809, Tipografia dipartimentale Roveri, e Casali, 1809
- Pasquale Andreoli, Al sig. F. Du-Pré: Lettera di Pasquale Andreoli relativa al volo da lui eseguito nell'anfiteatro di Milano di giorno 18 ottobre 1807, Tipografia di F. Sonzogno, 1807